# Bryce Harper
Bryce Aron Max Harper, född den 16 oktober 1992 i Las Vegas i Nevada, är en amerikansk professionell basebollspelare som spelar för Philadelphia Phillies i Major League Baseball (MLB). Harper är rightfielder.
Harper har tidigare spelat för Washington Nationals (2012–2018). Bland hans meriter kan nämnas att han vunnit två MVP Awards, två Silver Slugger Awards, två Hank Aaron Awards, Rookie of the Year Award och en NLCS (finalen i National League) MVP Award. Han har sju gånger tagits ut till MLB:s all star-match.

## Karriär

### College
Harper gick på och spelade baseboll för College of Southern Nevada 2010, där han främst var catcher. Han hade en fantastisk säsong med ett slaggenomsnitt på 0,443, 31 homeruns och 98 RBI:s (inslagna poäng) och belönades med Golden Spikes Award, priset till USA:s bästa amatörspelare.

### Major League Baseball

#### Washington Nationals
Harper draftades av Washington Nationals 2010 som första spelare totalt. Nationals avsåg att göra om honom till outfielder. Efter utdragna förhandlingar kom Harper och Nationals i mitten av augusti överens om ett femårskontrakt värt 9,9 miljoner dollar, bara sekunder innan tiden gick ut för att skriva kontrakt med nydraftade spelare.
Harper spelade därefter i Nationals farmarklubbssystem fram till dess att han gjorde sin MLB-debut den 28 april 2012, bara 19 år gammal och yngst av alla spelare i National League (NL) den säsongen. I början av juli blev han uttagen till MLB:s all star-match som den yngsta positionsspelaren (icke-pitchern) någonsin. Med ett slaggenomsnitt på 0,270, 22 homeruns och 59 RBI:s vann han efter säsongen NL:s Rookie of the Year Award.
2013 togs Harper för andra året i rad ut till all star-matchen i juli, men spelade bara 118 matcher på grund av skadeproblem och året efter bara 100 matcher.

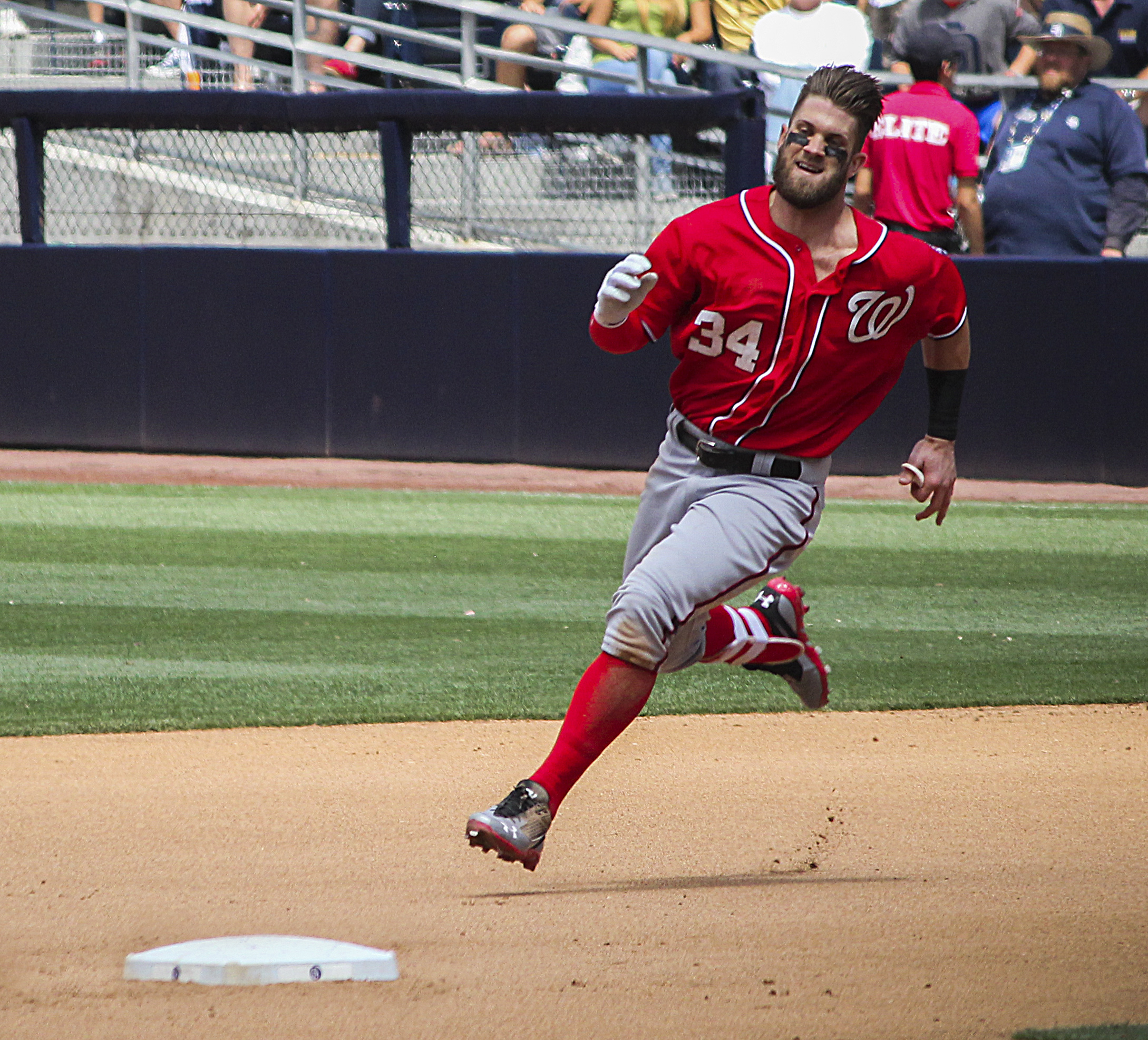
Harper i Washington Nationals dräkt 2015.

Harper blev en superstjärna på allvar 2015 då han var bäst i hela MLB i on-base % (0,460), slugging % (0,649) och on-base plus slugging (OPS) (1,109) samt delat bäst i NL i homeruns (42) och bäst i poäng (118). Vidare var hans slaggenomsnitt på 0,330 näst bäst i NL och hans 99 RBI:s delat femte bäst. Han togs ut till sin tredje all star-match, men framför allt utsågs han enhälligt till vinnare av NL:s MVP Award, den första Nationals-spelaren att få priset. Han vann även sin första Silver Slugger Award och Hank Aaron Award.
Harper togs ut till all star-matchen även de följande tre säsongerna, även om hans spel inte kunde matcha det som han presterade 2015. Han nådde dock 100 RBI:s för första gången under karriären 2018 och hade även flest walks i hela MLB den säsongen (130). Efter 2018 blev Harper free agent.

#### Philadelphia Phillies

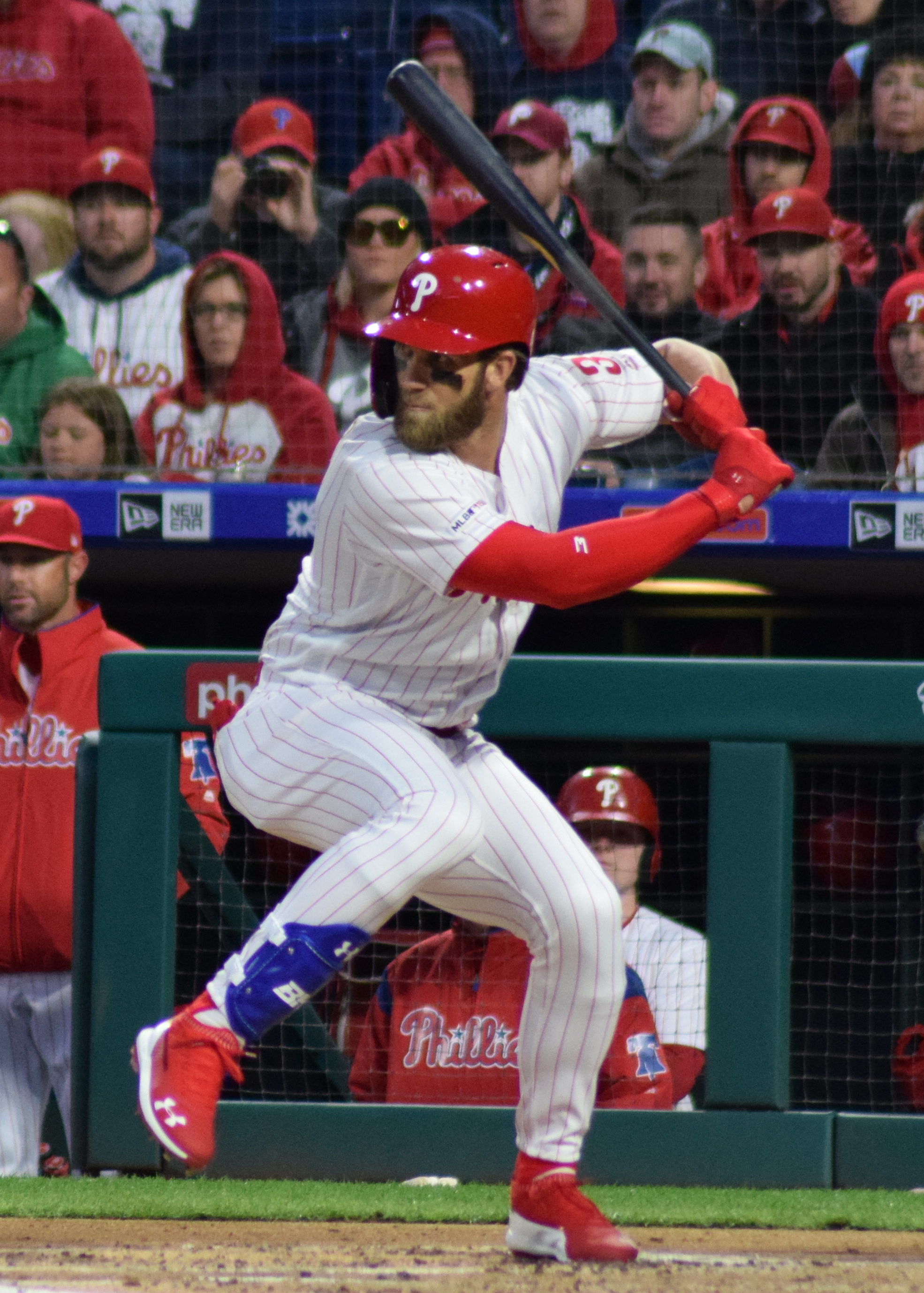
Harper i Philadelphia Phillies dräkt 2019.

Harper skrev på för Philadelphia Phillies en månad före säsongsstarten 2019. Kontraktet var värt 330 miljoner dollar över 13 år, till och med 2031. Det var det största kontraktet i nordamerikansk idrottshistoria sett till garanterad totalsumma. Rekordet slogs dock bara några veckor senare när Mike Trout skrev på en tioårig kontraktsförlängning med Los Angeles Angels värd 360 miljoner dollar (426,5 miljoner dollar om man räknar med de två år som Trout hade kvar på sitt dåvarande kontrakt).
Harpers första säsong i Philadelphia slutade med ett slaggenomsnitt på 0,260, 35 homeruns och 114 RBI:s (det sista ett nytt personligt rekord). Phillies missade dock slutspelet medan Harpers gamla klubb Nationals vann World Series för första gången. Året efter, under den av covid-19-pandemin kraftigt förkortade säsongen 2020, hade Harper för andra gången under karriären flest walks (49) i hela MLB. I övrigt hade han ett slaggenomsnitt på 0,268, 13 homeruns och 33 RBI:s.
Harper spelade fantastiskt bra 2021 med ett slaggenomsnitt på 0,309, 35 homeruns och 84 RBI:s. Han var bäst i MLB i slugging % (0,615) och OPS (1,044) samt delat bäst i doubles (42). Han var även bäst i NL i extra-base hits (78). Efter säsongen vann han sin andra Silver Slugger Award och Hank Aaron Award samt togs ut till All-MLB First Team. Vidare vann han sin andra MVP Award och blev därmed den femte i historien att vinna detta pris för två olika klubbar.
Harper skadade höger armbåge i inledningen av 2022 års säsong och kunde inte kasta, varför han endast användes som designated hitter under resten av säsongen. Han drabbades av en fraktur i vänster tumme i slutet av juni, men valdes ändå till sin sjunde all star-match, den första som Phillies-spelare, några veckor senare. Han gjorde comeback efter tumskadan i slutet av augusti. Han hade under säsongen ett slaggenomsnitt på 0,286, 18 homeruns och 65 RBI:s på 99 matcher. I slutspelet spelade han en avgörande roll när Phillies vann finalen i NL, National League Championship Series (NLCS), mot San Diego Padres och avancerade till World Series. Han hade på de fem matcherna i matchserien ett slaggenomsnitt på 0,400, två homeruns, tre doubles, fem RBI:s och fyra poäng och utsågs till matchseriens mest värdefulla spelare (MVP).

## Privatliv
Harper och hans fru Kayla fick i augusti 2019 en son, Krew Aron, och i november 2020 en dotter, Brooklyn Elizabeth.